# Die Megären des Meeres
Die Megären des Meeres ist ein Langgedicht des französischen Schriftstellers Louis-René des Forêts. Bei dem zunächst 1965 in der Zeitschrift Le Mercure de France veröffentlichten Gedicht handelt es sich, nach Aussage des Autors, um eine Version eines Fragments aus einem aufgegebenen Romanprojekt.

## Inhalt
Das Gedicht beschreibt bildgewaltig den Übergang vom Kindes- zum Erwachsenenalter. Die Grundszenerie bildet dabei ein Festmahl hässlicher alter Frauen, der »Megären«, die von einem Kind beobachtet werden. Das Kind ist gleichzeitig abgeschreckt und angezogen von dem Spektakel, das sich ihm am Meeresufer abspielt, wo das aufgepeitschte Meer auf die felsige Küste trifft und die Gischt als »Schaum-Schwadrone« und »Gescheckte Pferde« spritzt.

## Form
Obgleich in epischem Ton gehalten, folgt der Text keiner linearen Entwicklung wie ein Epos und die einzelnen Szenen unterliegen eher einer zirkulären Struktur. Die umfangreichen Strophen ähneln den Laissen, d. h. ursprünglich vor allem durch Assonanz verbundenen Langstrophen einer mittelalterlichen Chanson de geste. Das Gedicht folgt keinem Reimschema und keiner festen Metrik, der Rhythmus scheint immer wieder den Alexandriner knapp zu verfehlen.

## Intertextualität
Es lassen sich zahlreiche Bezüge zu anderen Texten herstellen. Bildthematisch (Ufer, Bedrohlichkeit des schäumenden Wassers …) beispielsweise zu des Forêts’ eigenem, 1943 erschienenen Roman Les Mendiants (dt. »Die Bettler«) oder zu dem Strandspaziergang-Kapitel im Ulysses von Joyce. Der Titel Mégères de la mer ist einer französischen Übersetzung von Finnegans Wake entnommen. Die formale Gestaltung wurde, nach Aussage des Forêts’, von Gerard Manley Hopkins’ Langgedicht The Wreck of the Deutschland inspiriert.

## Entstehungs- und Publikationsgeschichte
Grundlage für die Megären des Meeres ist ein Fragment aus einem aufgegebenen Roman von Louis-René des Forêts. In einer Notiz zur Zeitschriftenversion des Gedichts von 1965 heißt es, es handele sich um »eine der Versionen des Fragments«, so dass von weiteren Fassungen ausgegangen werden kann. Tatsächlich spricht Jean Roudaut von einer Art Zwischenversion der Megären, die nicht nur in Versform, sondern auch gereimt gewesen sei. Der heute bekannte Text wäre also das Ergebnis einer Zerstörung oder Überwindung des Reimschemas zugunsten einer weniger strengen, aber äußerst komplexen Form. 1967 wird das Gedicht mit nur geringfügigen Veränderungen gegenüber der Zeitschriftenversion als »plaquette«, also schmale Broschüre im Verlag Mercure de France veröffentlicht.

## Rezeption
In seiner Monographie zur Rezeption der Texte von des Forêts unterzieht Marc Comina diejenigen Strömungen einer Kritik, die das Werk einseitig im Hinblick auf ein Verstummen des Autors oder Schweigen der Sprache hin lesen – eine Lesart, die Comina als »Mythos« bezeichnet, der fälschlich aufgrund längerer Schreibpausen des Forêts’ entstanden sei und lediglich einzelne Textstellen der Werke beachte. Die Megären des Meeres fielen, so Comina, in eine Phase der Konsolidierung des Mythos innerhalb der Literaturkritik und würden zudem den letzten veröffentlichten Text vor einer längeren Publikationspause darstellen.

## Ausgaben und Übersetzung
- »Les Mégères de la mer«, in: Le Mercure de France, 1220 (1965), S. 193–201.
- Les Mégères de la mer, Paris: Mercure de France 1967.
- Les Mégères de la mer suivi de Poèmes de Samuel Wood, préface de Richard Millet, Paris: Gallimard 2008.
- Die Megären des Meeres, herausgegeben und übersetzt von Jonas Hock, Wien/Berlin: Turia + Kant 2014.